# Santi Simone e Giuda Taddeo a Torre Angela (titre cardinalice)
Le titre cardinalice de Santi Simone e Giuda Taddeo a Torre Angela (Saints Simon et Jude Thaddée) est érigé par le pape François le 22 février 2014. Il est attaché à l'église Santi Simone e Giuda Taddeo située dans zone de Torre Angela, à l'Est de Rome. 

## Titulaires
- Pietro Parolin (2014-2018),  titre épiscopal pro hac vice (2018- )[1]